# Vehicle de llançament pesant

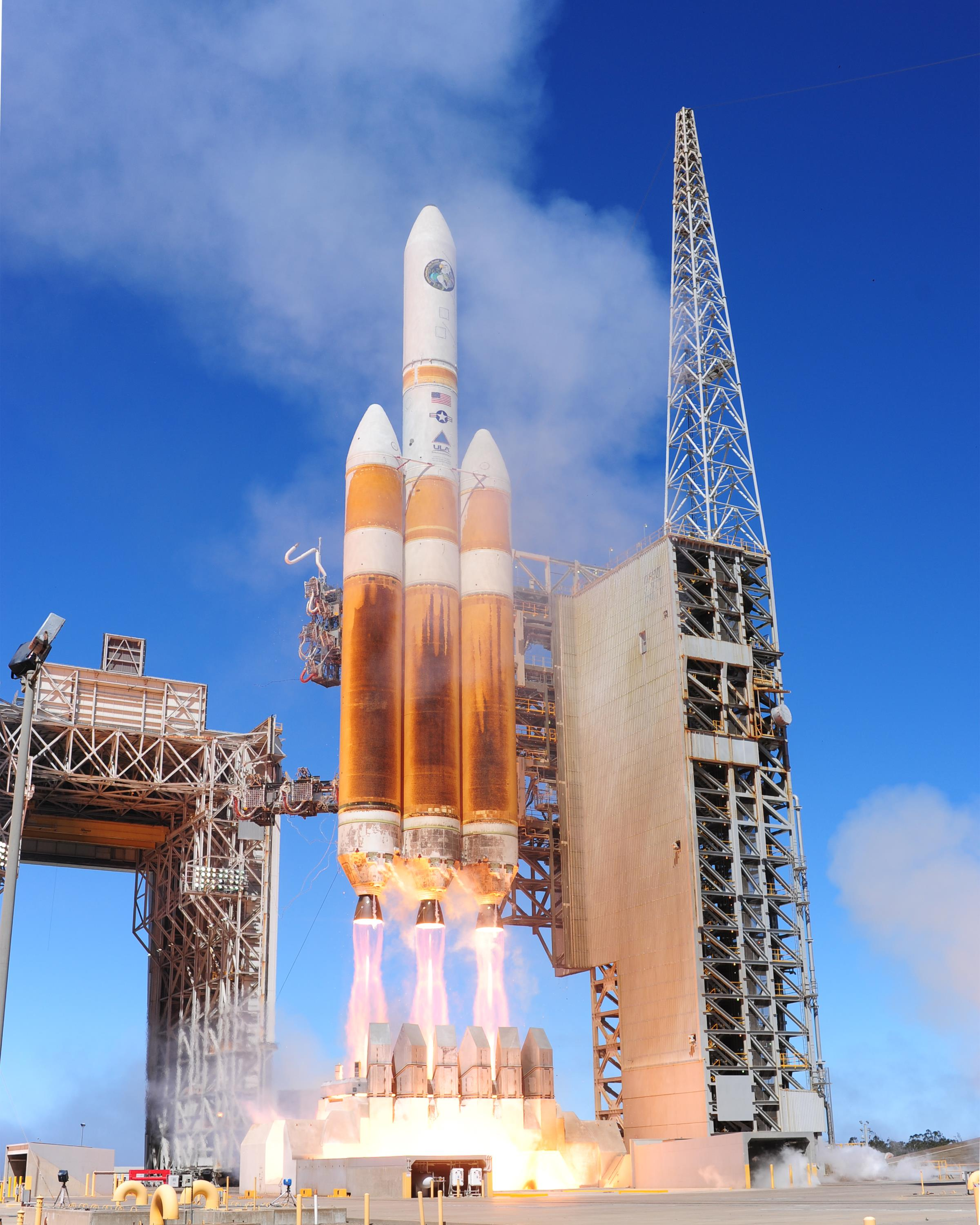
Un coet Delta IV Heavy de United Launch Alliance transportant una càrrega de la National Reconnaissance Office és llançat el 28 d'agost de 2013, des del Space Launch Complex-6 al Vandenberg Air Force Base, Califòrnia.

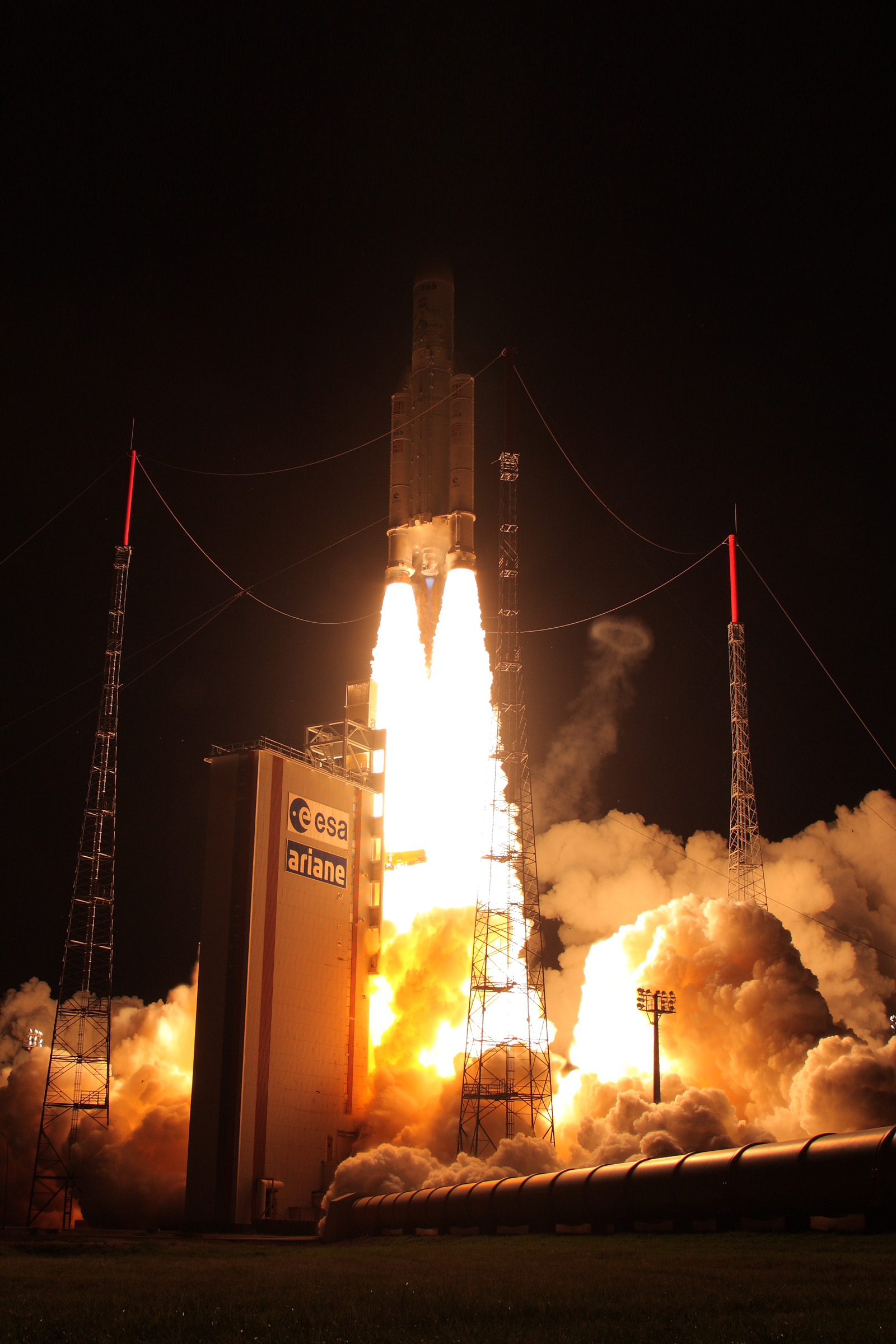
Llançament de l'Ariane 5 ES

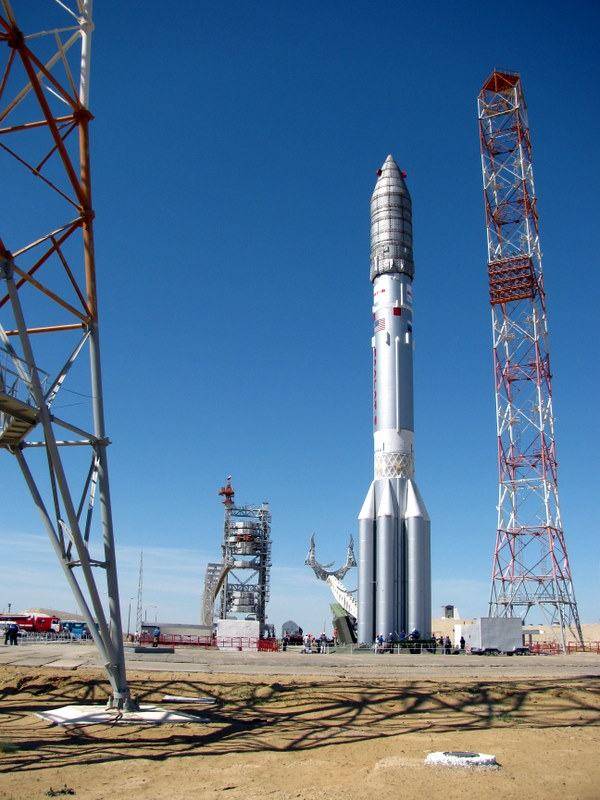
Proton-M en la plataforma de llançament

Un vehicle de llançament pesant (Heavy Lift Launch Vehicle or HLV / HLLV en anglès) és un vehicle de llançament orbital capaç d'aixecar entre 20.000 a 50.000 kg a l'òrbita terrestre baixa. Els vehicles de llançament pesants actualment en servei són l'Ariane 5 en les variants ES i ECA, el rus Proton-M i el Delta IV Heavy d'United Launch Alliance.

## Vehicles de llançament pesant
Actualment els vehicles de llançament de càrregues pesants operatius inclouen:
- Ariane 5ECA&ES 1996 a l'actualitat - European Space Agency (ESA) de 21.000 kg[3]
- Proton-M 2001 a l'actualitat - rus de 21.600 kg[4]
- Angara A5 24.500 kg[5][Cal aclariment]
- Delta IV Heavy 2004 a l'actualitat - Coet de més alta capacitat del món actualment en funcionament. Càrrega útil en LEO de 28.790 kg.[6]

### Anteriors HLLVs
Els següents HLLVs van estar en funcionament:
- Saturn IB de l'Apollo 5 1968 (es va retirar després de 9 llançaments) 21.000 kg[7]
- Titan IV 1989 a 2005 (es va retirar després de 35 llançaments reeixits) 21.680 kg[8]
- Transbordador Espacial 1981 a 2011 (es va retirar després de 135 llançaments) 24.400 kg. només de la càrrega útil.[9]

### En desenvolupament
Estan sota desenvolupament quatre HLLVs:
- Llarga Marxa 5 (CZ-5) - Acadèmia Xinesa de Tecnologia de Vehicles de Llançament[10]
- Vulcan - United Launch Alliance[11]
- Ariane 6 - European Space Agency[12]
- Falcon Heavy en una configuració parcialment reutilitzable - SpaceX

### Dissenys anteriors
- (l'Ares I de la NASA es trobava en l'etapa de planificació quan es va cancel·lar en 2010)[13]

## Referències

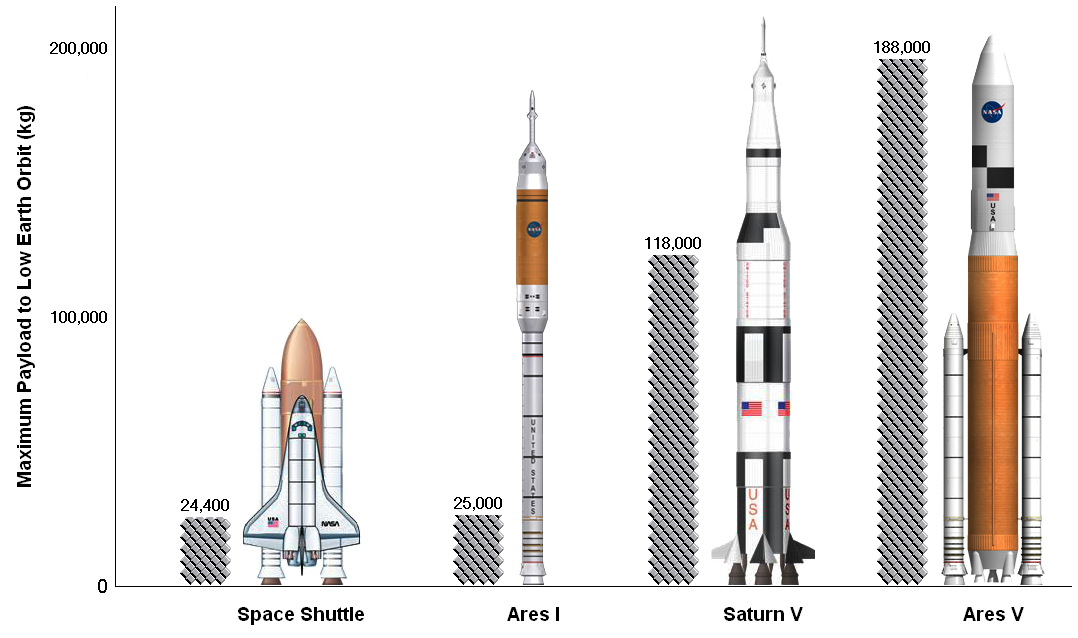
Comparació de la càrrega útil a l'òrbita terrestre baixa (esquerra a dreta). La càrrega útil del Transbordador Espacial inclou 7 tripulants i càrrega. La càrrega de l'Ares I inclou 4 tripulants i part inherent. La càrrega del Saturn V inclou 3 tripulants, part inherent i càrrega. La càrrega de l'Ares V inclou només càrrega i part inherent. El Saturn V era capaç d'aixecar aproximadament 140 tones mètriques de càrrega a LEO. L'Ares V estava sent dissenyat per aixecar 188 tones mètriques a LEO.

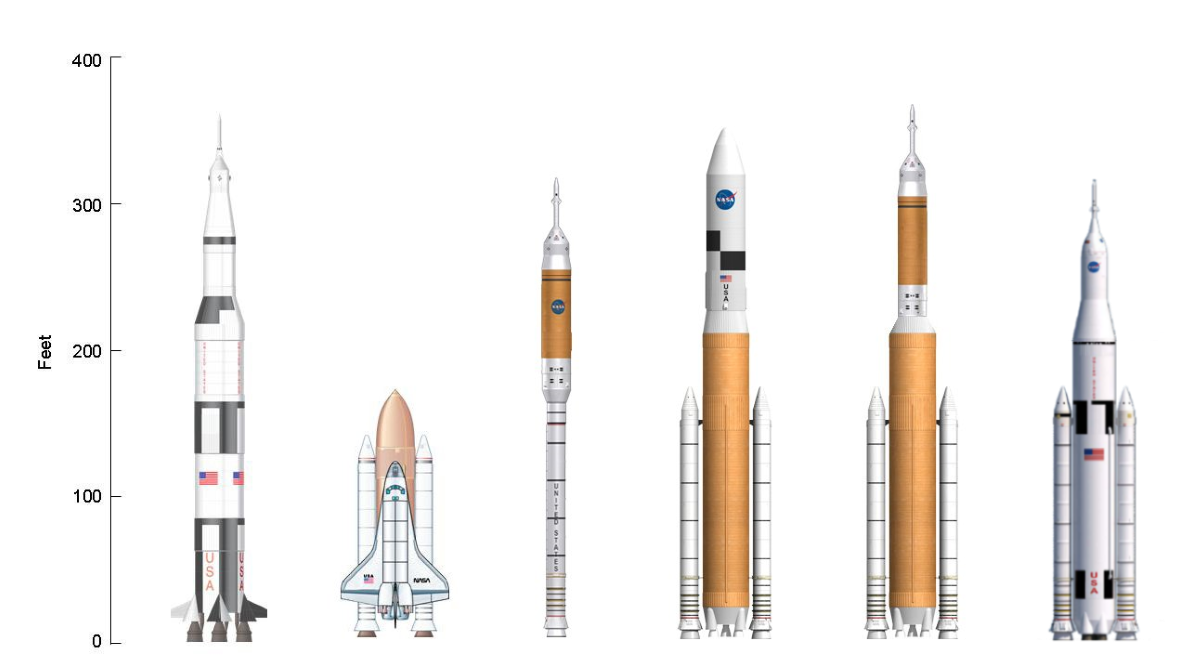
Comparació del Saturn V, Transbordador, Ares I, Ares V, Ares IV, i SLS Block I